# Deniz Çetinsaraç
Deniz Çetinsaraç (née Hakyemez le 3 février 1983 à İstanbul) est une joueuse de volley-ball turque. Elle mesure 1,87 m et joue au poste de réceptionneuse-attaquante. Elle totalise 47 sélections en équipe de Turquie. Son père Doğan Hakyemez est un ancien joueur de basket-ball.

## Clubs
| Club                            | De        | À         |
| ------------------------------- | --------- | --------- |
| Eczacıbaşı İstanbul             | 1998-1999 | 2002-2003 |
| Beşiktaş İstanbul               | 2003-2004 | 2004-2005 |
| VB Günes Sigorta                | 2005-2006 | 2008-2009 |
| Galatasaray İstanbul            | 2009-2010 | 2011-2012 |
| Ereğli Belediye                 | 2012-2013 | 2012-2013 |
| Gazi Üniversitesi               | jan. 2013 | avr. 2013 |
| Salihli Belediyespor            | 2013-2014 | 2013-2014 |
| Bolu Belediyespor               | 2014-2015 | 2014-2015 |
| İdmanocağı Spor Kulübü          | 2015-2016 | 2015-2016 |
| Anakent Spor Kulübü             | 2016-2017 | 2016-2017 |
| Arkas Spor İzmir                | 2017-2018 | 2017-2018 |
| Küçükyalı Yelken ve Spor Kulübü | 2018-2019 | 2018-2019 |
| Nevşehir Belediyesi             | 2019-2020 | 2019-2020 |
| Beşiktaş İstanbul               | 2020-2021 | …         |

## Palmarès

### Équipe nationale
- Ligue européenne
  - Finaliste : 2009.

### Clubs
- Coupe de la CEV
  - Vainqueur : 1999
  - Finaliste :2012
- Challenge Cup
  - Finaliste : 2016.
- Championnat de Turquie
  - Vainqueur : 1999, 2000, 2001, 2002.
- Coupe de Turquie
  - Finaliste :2012.